# Christopher Hinton
Christopher Hinton (* 1952 in Galt, Ontario) ist ein kanadischer Regisseur, Drehbuchautor und Animator.

## Leben
Hinton begann seine Filmkarriere 1978 mit dem Zeichentrick-Kurzfilm Canada Vignettes: Lady Frances Simpson. In den 1970er Jahren begann er für das National Film Board of Canada zu arbeiten. 1991 wurde er für Blackfly für den Oscar nominiert, eine zweite Nominierung erhielt er 2004 für Nur ein Häppchen. 2006 wurde sein Kurzfilm cNote mit dem Genie Award prämiert. Er arbeitet als Professor an der Concordia University.

## Filmografie (Auswahl)

### Regie
- 1978: Canada Vignettes: Lady Frances Simpson (auch Animation und Drehbuch)
- 1978: Blowhard (auch Animation)
- 1985: Giordano (auch Animation)
- 1988: A Nice Day in the Country (auch Animation und Drehbuch)
- 1991: Blackfly (auch Animation)
- 1994: Watching TV (auch Animation)
- 2002: Flux (auch Animation und Drehbuch)
- 2002: Twang
- 2004: Nur ein Häppchen (Nibbles)
- 2005: CNote

## Auszeichnungen (Auswahl)
- 1992: Oscar-Nominierung für Blackfly
- 2004: Oscar-Nominierung für Nur ein Häppchen
- 2004: BAFTA-Film-Award-Nominierung für Nur ein Häppchen
- 2004: Hauptpreis des Trickfilmfestivals Stuttgart (Kategorie Internationaler Wettbewerb) für Flux
- 2006: Genie Award für CNote